# Hak (schoeisel)

Schoen met blokhak

De hak van een schoen of ander schoeisel is het gedeelte dat zich aan de onderzijde ervan bevindt, helemaal achteraan. De hak is gemonteerd op de zool, of direct geplaatst en gemonteerd op het omgezwikte leer, of vormt één geheel met de loopzool. Tijdens het staan en lopen rust op dit gedeelte bijna het gehele lichaamsgewicht.

## Doel en comfort
Een hak is bedoeld om het comfort bij het lopen en staan te verbeteren. De hakhoogte van een comfortabele vrouwenschoen ligt tussen de 2,5 en 5,5 cm. Bij mannenschoenen heeft een comfortabele schoen een hoogte van 1,5 cm.

### Hoge hak

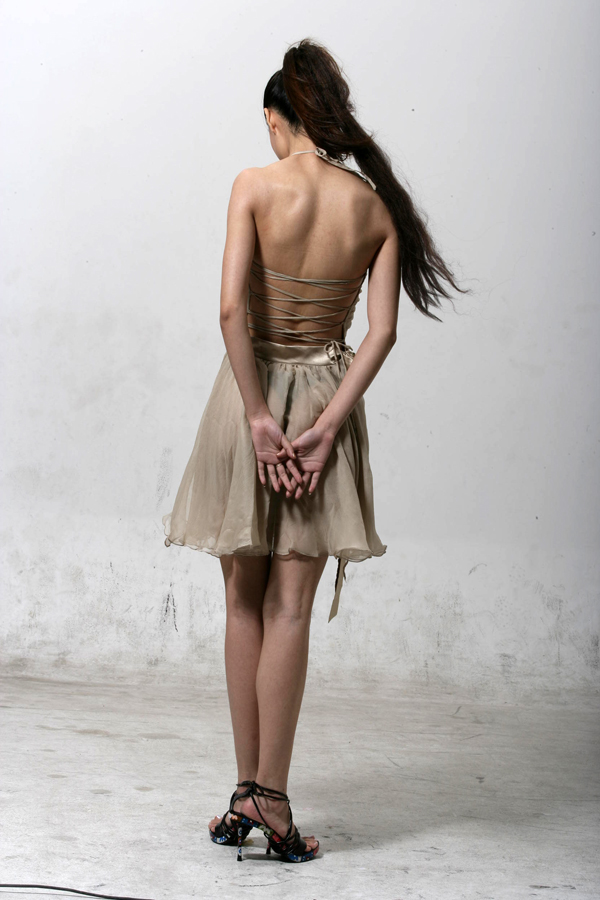
Vrouw op hoge hakken

Hoge hakken worden niet gedragen om het comfort, maar om er goed uit te zien, door vrouwen. Door hoge hakken staat iemand als het ware op de tenen. Daardoor is het nodig om de onderrug hol te maken en de borstpartij naar voren te duwen. Bovendien lijken door de hoge hakken de benen langer. De kuiten krijgen meer vorm. 

## Materiaal
Lage hakken zijn stevig en even breed als de achterzijde van het schoeisel. Ze worden vervaardigd uit meerdere lagen leer, kunststof en/of rubber. Hogere hakken zijn gewoonlijk smaller, ze bestaan uit hard en stevig materiaal zoals metaal, hout of kunststof. 
De onderzijde van de hak is meestal bekleed met leer of rubber. Hakken vervaardigd uit kunststof worden vaak aan de buitenkant in een leerstructuur gespoten, alsof het horizontale 'laagjes' leer zijn. Ook worden hakken omkleed met leer, vaak in dezelfde kleur en type leer als de schacht. Bij dunne hogere kunststof hakken is in het midden ervan een stalen bus verwerkt om het afbreken van de hak te voorkomen. 

## Mode
De hoogte van de hak varieert met de mode. Damesschoenen hebben afhankelijk van de mode hoge en smalle hakken (zogenaamde "naaldhakken"), wat lastig is bij het lopen over een oneffen ondergrond. De "stilettohak" is daarvan dan nog een "extreme" variant: van metaal, zeer hoog en zeer spits, De druk veroorzaakt door het gewicht van iemand van 50 kg die schoenen draagt waarvan de oppervlakte van de hak 2 vierkante centimeter bedraagt, kan oplopen tot 25 kg/cm². Dat is meer dan 10 keer de druk die een band van een auto op de weg uitoefent, en kan genoeg zijn om een houten vloer te beschadigen.
Dan is er de blokhak, een stevige vierkante hak, waarop de druk beter verdeeld wordt en het lopen makkelijker gaat. Ten slotte vormt de sleehak een geheel met de zool, loopt geleidelijk op en is alleen door het hoogteverschil van de rest van de zool te onderscheiden.

## Geschiedenis
Hakken ontstonden onder meer in het oude Egypte. Slagers droegen ze om niet door het slachtafval te hoeven lopen. In Mongolië werden hakken gedragen om de voet steviger in de stijgbeugel te verankeren.
De eerste hoge hakken uit ijdelheid werden in 1533 geïntroduceerd door Catherina de' Medici, die ze vanuit Florence in Parijs introduceerde bij haar huwelijk. Zij was heel klein van stuk. Daarna kwamen schoenen met zeer hoge hakken in de mode. 

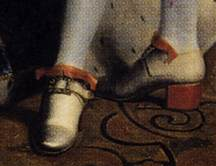
Schoenen van Lodewijk XIV

Rond 1600 droegen mannen rode schoenen met hakken, om te laten zien dat men van adel was. Hoe hoger de hak, hoe meer status men had. De Franse koning Lodewijk XIV, die klein van stuk was, droeg schoenen met rode hakken die bezet waren met edelstenen aan het hof. Rond 1650 begon deftige Franse kleding in bredere kringen in de mode te raken. Na de Franse Revolutie veranderde dat. De rode hakken werden verboden. Hakken werden als erotisch en decadent gezien en niemand wilde nog wat met de adel te maken hebben. Het werd nu juist de gewoonte om eenvoudig gekleed te gaan. 
Pas rond 1850 kwamen hakken weer in beeld, eerst in Europa, maar later ook in de V.S. In 1888 maakte een fabriek in de VS de eerste schoenen met hoge hakken. Aan het begin van de 20ste eeuw droegen vrouwen liever degelijke schoenen, maar in de jaren 1920 kwamen de hoge hakken opnieuw in de mode, toen de rokken korter werden.
In de jaren 1950 ontstond de naaldhak. Die verdween weer uit het modebeeld om in de jaren 1990 weer terug te keren.

## Soorten hakken

### Damesschoenen
- Kitten heel (taps toelopende hak van ongeveer 2,5 tot 5 cm)
- Pumps, een instapper met een vrij hoge hak, nog net geen naaldhak.
- Naaldhak (smalle hoge hak van minimaal 7 cm lengte)
- Stilettohak (hoger en aan de onderzijde smaller dan een naaldhak)
- Sleehak (deze hak loopt door onder de zool)
- Diabolohak (hak die in het midden smaller is dan aan boven- en onderzijde, zoals een diabolo)

### Herenschoenen
- Lodewijk XV-hak of Pompadourhak

## Wetenswaardigheden
- Een bedrijfje, soms in een warenhuis gevestigd, waar men op de (spoed)reparatie van een versleten hak kan wachten, wordt wel een hakkenbar genoemd, vanwege de daar vaak aanwezige barkrukken.

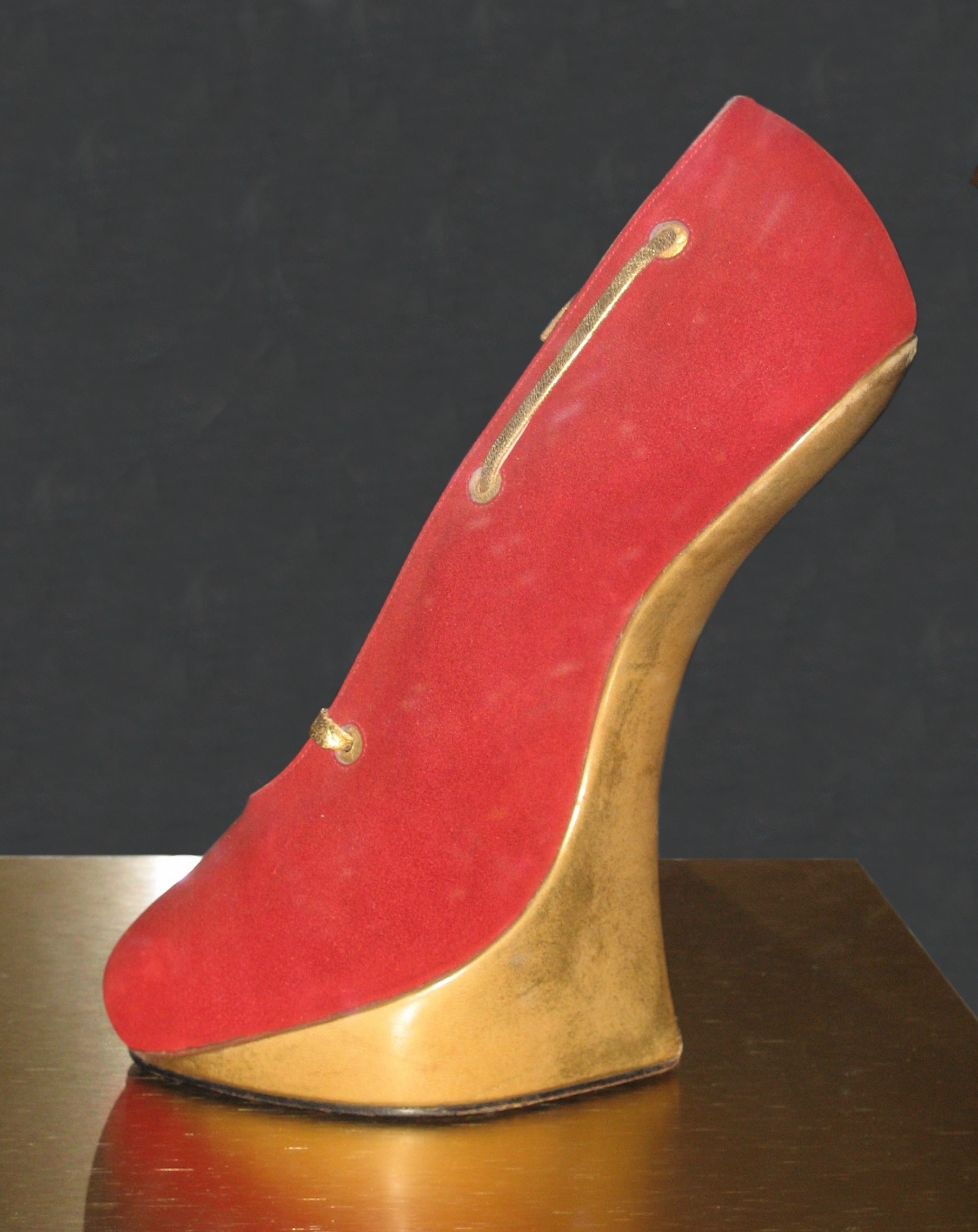
Hakloze schoen, André Perugia

- Er bestaan ook schoenen zonder hak, zoals de afgebeelde schoen, ontworpen door André Perugia.